# Toda Takayoshi
Takayoshi Toda (sinh ngày 8 tháng 12 năm 1979) là một cầu thủ bóng đá người Nhật Bản.

## Sự nghiệp câu lạc bộ
Takayoshi Toda đã từng chơi cho Shonan Bellmare và Gainare Tottori.